# Demetrius Treadwell
Demetrius Treadwell (Cleveland, 10 novembre 1991) è un cestista statunitense.